# 멜라니페
멜라니페(Melanippe)는 그리스 신화에 나오는 여성이다. 케이론과 카리클로의 딸 멜라니페는 '헬렌의 아들' 아이올로스와 정을 통한 뒤 이 사실이 아버지에게 알려질까 두려워 숲으로 도망쳤다. 이후 처녀의 몸으로 임신한 멜라니페는 신에게 자신의 모습을 숨겨 달라고 기원하였고, 아르테미스가 이를 들어 주어 암말로 변하게 해 주었다. 멜라니페가 아이올로스와의 사이에서 낳은 딸의 이름도 멜라니페이다. 미마스의 아들 히포테스와 결혼한 멜라니페는 흔히 '바람의 지배자'라고 칭하는 아이올로스를 낳았다. 미마스는 '헬렌의 아들' 아이올로스의 아들이다. 여전사 부족 아마존의 한 사람 멜라니페는 히폴리테의 부하였다. 헤라클레스가 에우리스테우스로부터 부여받은 12가지 과업 가운데 9번째는 히폴리테의 허리띠를 가져오라는 것이었다. 히폴리테가 헤라클레스에게 순순히 허리띠를 내주겠다고 약속하자 헤라클레스를 미워하던 헤라는 아마존 여인으로 변신하여 헤라클레스가 히폴리테를 납치하였다는 거짓 소문을 퍼뜨리고 헤라클레스의 군대를 습격하는 데 앞장섰다. 헤라클레스는 히폴리테가 약속을 어긴 것으로 오해하고 멜라니페와 히폴리테의 동생 안티오페를 생포하였다. 히폴리테는 허리띠를 주고 멜라니페와 교환하였으며, 안티오페는 헤라클레스와 동행한 테세우스를 사랑하여 아테네로 함께 갔다. 아르네라고도 부르는 멜라니페는 '헬렌의 아들' 아이올로스의 딸이라고도 하고, '바람의 지배자' 아이올로스 또는 데스몬테스의 딸이라고도 한다. 그녀는 포세이돈과 정을 통하여 처녀의 몸으로 아이올로스와 보이오토스 형제를 낳았다. 그녀의 아버지는 딸의 눈을 멀게 하고 감옥에 가두었으며, 두 아기는 맹수들의 먹이가 되도록 버렸다. 두 아기를 발견한 양치기는 자식이 없던 이카리아 왕 메타폰토스에게 주었다. 후에 메타폰토스의 아내 테아노는 두 아들을 낳게 되자 자기 핏줄이 아닌 아이올로스와 보이오토스를 눈엣가시로 여겼다. 청년이 된 아이올로스 형제와 테아노의 두 아들은 목숨을 건 싸움을 벌였는데, 포세이돈이 테아노의 두 아들을 죽여 버렸다. 포세이돈으로부터 출신 내력을 들은 아이올로스 형제는 외할아버지 아이올로스를 죽이고 그때까지 감옥살이를 하던 멜라니페를 구출하였다. 포세이돈에 의해 시력을 되찾은 멜라니페는 메타폰토스의 아내가 되었다. 보이오토스의 이름은 보이오티아라는 지명의 유래가 되었다.